# Madisonville (Texas)
Pour l’article homonyme, voir Madisonville.
La ville de Madisonville est le siège du comté de Madison, dans l’État du Texas, aux États-Unis. Sa population s’élevait à 4 396 habitants lors du recensement de 2010, estimée à 4 636 habitants en 2016.

## Source
- (en) Cet article est partiellement ou en totalité issu de l’article de Wikipédia en anglais intitulé « Madisonville, Texas » (voir la liste des auteurs).